# Carlos Velasco Carballo
Carlos Velasco Carballo  (né le 13 mars 1971 à Madrid) est un arbitre international espagnol de football.

## Carrière
Il a officié dans des compétitions majeures : 
- Ligue des champions de l'UEFA
- Ligue Europa, dont la finale de l'édition 2010-2011
- Championnat d'Espagne de football
- Championnat d'Europe de football 2012. Il y arbitre le match d'ouverture le 8 juin 2012 entre la Pologne (pays co-hôte) et la Grèce : 1-1.
- Coupe du monde des clubs de la FIFA 2013. Il a officié lors du match de demi-finale opposant le Raja Casablanca à l'Atlético Mineiro, remporté à Marrakech par le club marocain sur le score de 3 buts à 1, le mercredi 18 décembre 2013.
- Euro 2016